# Villaggio Snia
Villaggio Snia è una frazione di 3.463 abitanti del comune di Cesano Maderno, nella provincia di Monza e Brianza. 

## Storia
L'abitato è nato negli anni venti del XX secolo e si è sviluppato negli anni cinquanta con la costruzione di nuove case, ma anche "baracche" e accampamenti, per ospitare la forte immigrazione proveniente prevalentemente dal Veneto e dal Sud Italia che veniva a lavorare nello stabilimento SNIA Viscosa, fabbrica di grandi dimensioni che operava nel settore chimico-tessile.
Dall’inizio degli anni 2000 il Villaggio Snia ha assunto una forte connotazione multietnica per la presenza di cittadini extracomunitari di origini prevalentemente arabe e pakistane.

## Sport
- La squadra calcistica del quartiere è l'ASD Equipe 2000, società dilettantistica oratoriana fondata nel 1967 e campione di Lombardia 2025.
- Nel maggio 2008, il Giro d'Italia è passato per il Villaggio Snia e il 1º giugno 2008 è partita l'ultima tappa del 91º giro da Cesano Maderno, suo comune. Anche in occasione della 15ª tappa (Valdengo - Montecampione) del 97º Giro, la corsa è passata per il villaggio nel maggio 2014, come pure il 29 maggio 2025 quando, nella 101^ edizione del Giro, venne effettuata la tappa da Morbegno a Cesano Maderno, che vide i ciclisti partecipanti transitare dal Villaggio Snia.